# Glenea inlineata
Glenea inlineata é uma espécie de escaravelho da família Cerambycidae.